# Tribuna
En arquitectura religiosa es denomina tribuna a una galeria elevada, usualment en un primer pis, a sobre de les naus laterals dels temples, amb la seva mateixa longitud i amplada i obertura que la nau central, on només es poden situar els fidels. Es va utilitzar profusament, sobretot, en les grans construccions d'arquitectura romànica i gòtica.
El terme tribuna es refereix també al lloc elevat des del qual l'orador efectua una lectura o sermó, i es fa servir com a sinònim d'ambó, púlpit, trona; també pot servir per allotjar el cor.
Una altra accepció del mot designa el balcó tancat amb vidrieres, molt present en arquitectures modernistes catalanes. Vegeu boínder.
- La tribuna és la galeria del primer pis sota del claristori. Església de Hagia Sophia (Estambul).
- Tribuna sota l'arcuació de les golfes. Santa Coloma de Farners (la Selva).
- Tribuna per a cor a l'interior de l'església. Santa Maria de Serrabona (Rosselló).
- Tribuna per a orador. Catedral de San Michele, Casertavecchia (Campània).